# 中车大连电力牵引研发中心
中车大连电力牵引研发中心有限公司（英語：CRRC Dalian R&D Co., Ltd.），简称“电牵研发中心”，原名“中国北车集团公司大连电力牵引研发中心”，直属中国中车，是主力研究轨道交通装备电力牵引核心技术的高科技企业。

## 简史
- 2001年9月，由中国北车集团公司组建的直属的高科技企业。
- 2007年被授予大连市知识产权试点单位。
- 2007年10月通过了ISO9001：2000质量管理体系认证。
- 2008年被授予辽宁省知识产权试点单位。组建辽宁省轨道交通装备电传动及控制工程技术研究中心。
- 2008年2月 自主设计建设的交流传动综合试验站,通过了国家实验室认证。
- 2008年9月，变更注册为“中国北车股份有限公司大连电力牵引研发中心”。
- 2013年11月，公司整体改制为“北车大连电力牵引研发中心有限公司”。

## 研发方向
电力牵引的网络控制、变流技术和系统集成三项核心技术,以及试验技术。
为中国北车集团公司专业研发轨道交通装备电力牵引核心技术，及相关技术产品研发。

## 技术力量
核心研发团队：180人。其中硕士以上占41%，教授级高级工程师10人，公司级专家13人（其中资深专家6人）。
研究设施有：交流传动综合试验站、网络控制技术试验室和电磁兼容性试验室等基础试验设施，同时承担动车组和机车牵引与控制国家重点实验室北车基地的建设及运营工作。

## 技术成果
- 拥有相关技术专利200多项（其中发明专利占1/5）、软件著作权3项，发表各类论文40余篇；
- 典型电子产品通过欧洲试验室认可。
- 主要生产网络控制系统、各种功率等级的变流产品。
- PDM电子一体化设计平台